# Charles Bertier
Charles Alexandre Bertier (n. 1 octombrie 1860, Grenoble, Franța – d. 26 iulie 1924, Grenoble, Franța) a fost un pictor peisagist francez.

## Biografie

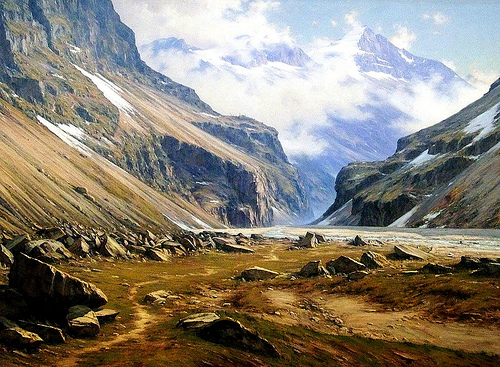
Valea Vénéon, Oisans (1894)

Familia sa deținea o afacere de fabricare a mănușilor. A intrat la „Petit Séminaire du Rondeau”, unde a studiat designul cu Laurent Guétal, care l-a inițiat în pictura munților și a altor peisaje impresionante într-un stil care va marca ceea ce mai târziu a devenit cunoscut sub numele de „École Dauphinoise”, un grup din care mai făceau parte Ernest Victor Hareux și Jean Achard.
În 1875, s-a înscris la o școală profesională (cunoscută acum ca École Vaucanson) pentru a învăța meseria familiei sale, precum și desenul. Aceasta a fost urmată de serviciul militar, în timpul căruia și-a expus pentru prima dată lucrările. Ulterior, a fost admis la École des Beaux-Arts din Paris, unde a susținut mai multe expoziții la Salon⁠(d). În 1900 a fost unul dintre artiștii care au asigurat decorațiuni pentru Le Train Bleu⁠(d), un restaurant celebru lângă Gare de Lyon din Paris.
A fost deținător a 31 de premii, franceze și străine, membru al „Society des Artistes Français”, membru fondator al „Société des Peintres de Montagne” și membru al juriilor mai multor concursuri de artă. A-a abătut pentru scurt timp din crearea peisajelor pentru a realiza câteva portrete pentru un binefăcător din Rusia, care a promis să plaseze unele dintre lucrările sale la Ermitaj.
În 1913, atelierul său a fost distrus de un incendiu și nu a reușit să salveze niciuna dintre picturile, desenele și manuscrisele pe care le deținea. Și-a recăpătat moralul călătorind pentru a picta în Alpii francezi și elvețieni, inclusiv o vizită la Mont Blanc, și și-a reluat programul de expoziții.